# Teorema dei quattro quadrati
Il teorema dei quattro quadrati, conosciuto anche come congettura di Bachet, afferma che ogni intero positivo può essere espresso come somma di (al più) quattro quadrati perfetti.
Ad esempio:
3 = 12 + 12 + 12 + 02
31 = 52 + 22 + 12 + 12
310 = 172 + 42 + 22 + 12.
Più formalmente, per ogni intero positivo n esistono interi non-negativi a, b, c, d tali che n = a2 + b2 + c2 + d2.

## Storia
Il teorema compare nell'opera "Arithmetica" di Diofanto di Alessandria, tradotta in latino nel 1621 da Bachet. Fu dimostrato nel 1770 da Lagrange.
Legendre nel 1798 rafforzò il teorema dimostrando che un intero positivo si può esprimere come somma di tre quadrati se e solo se non è della forma 4k(8m + 7). La sua dimostrazione era però incompleta, in quanto ipotizzava l'esistenza di infiniti numeri primi nelle progressioni aritmetiche (vedi Teorema di Dirichlet), risultato che era allora indimostrato e che, in seguito, fu dimostrato da Dirichlet. Una dimostrazione elementare fu data invece da Gauss, utilizzando i risultati della sua teoria delle forme quadratiche.
Nel 1834, Jacobi trovò una formula esatta che riuniva tutte le formule con le quali si riusciva a rappresentare un dato numero intero n come somma di quattro quadrati perfetti. 
Questo numero è pari a 8 volte la somma dei divisori di n per  n dispari; mentre è pari a 24 volte la somma dei divisori di n, se n è pari.
La congettura di Bachet è un caso particolare del Teorema dei Numeri Poligonali di Fermat e del problema di Waring.
Un'altra generalizzazione possibile è la seguente: dati i numeri naturali a, b, c e d, siamo in grado di risolvere
(*)  n = ax12 + bx22 + cx32 + dx42
per tutti gli interi positivi n negli interi x1, x2, x3, x4?
Il teorema dei quattro quadrati di Lagrange fornisce una risposta affermativa soltanto per il caso particolare a=b=c=d=1. 
La soluzione generale fu data da Ramanujan. Egli provò che se ipotizziamo, senza nulla perdere in generalità, che a ≤ b ≤ c ≤ d, allora esistono esattamente 54 scelte possibili di a, b, c e d, tali che la (*) (per n qualsiasi) è risolvibile negli interi x1, x2, x3, x4.
(Ramanujan ha riportato anche una 55a possibilità di scelta, con a=1, b=2, c=5, d=5. Tuttavia, in questo caso, l'equazione non è risolvibile per ogni n, ed in particolare per n=15).